# Douglas Nyman
Karl Douglas Nyman, född 8 augusti 1924, död 28 juni 2016 i Borås, var en svensk fotbollsspelare (vänsterback).
Nyman representerade IF Elfsborg och gjorde 138 allsvenska matcher mellan säsongen 1945/1946 och säsongen 1953/1954. Han spelade även tre B-landskamper för Sverige. Han beskrevs som snabb och bollsäker, duktig på huvudet och med mycket energi, men ändå med gott omdöme.